# 루이스 설리번

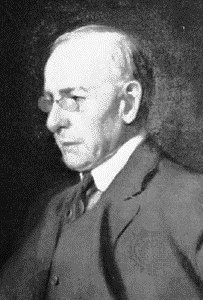
루이스 설리번

루이스 설리번(Louis H. Sullivan, 1856년 9월 3일 ~ 1924년 4월 14일)은 미국의 건축가이다. 보스턴에서 태어났다.
그의 '형태는 기능에 따른다(Form follows function)'라는 말은 자주 오해되어 사용되었으나, 그것은 버펄로의 개런티 빌딩에 적확(適確)하게 표현되어 있다. 그는 이 명제에서 출발하여 유기적인 건축의 완성을 노렸다. 그 싹은 그의 제자인 프랭크 로이드 라이트에 의하여 개화되고 완성되었다.
그의 작품 중 가장 주시하지 않으면 안될 것은 카슨 피리 스콧 백화점이다. 여기에는 수직감과 동시에 수평감이 강조되어 상부의 평명성(平明性)에 대한 1층, 2층의 장식이 대비적인 조화를 유지하고 있다. 이것은 엄격한 프로포션에 바탕을 두고 구성되어 있다.
그의 만년은 비극 속에서 끝났으나 그가 의도한 것은 오늘날 면면히 살아나 이어지고 있다.